# Sheela (Schauspielerin)

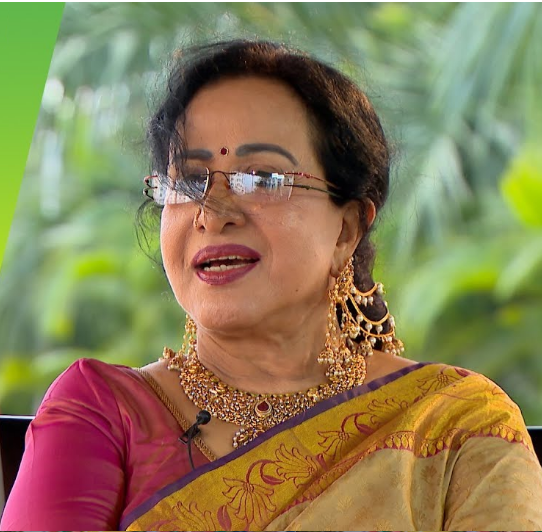
Sheela, 2017

Sheela (Malayalam: ഷീല, * 22. März 1942 in Thrissur, Kerala) ist eine indische Schauspielerin des Malayalam-Films. 

## Karriere
Ihr Filmdebüt hatte sie 1962 in Bhagya Jatakam unter der Regie von P. Bhaskaran. In den 1960er und 70er Jahren spielte sie an der Seite von Sathyan, Madhu und Prem Nazir. Mit letzterem bildete sie ein langjähriges Leinwandpaar, sie traten in mehr als 100 Filmen gemeinsam auf.
Zu den Höhepunkten ihrer Karriere gehörte die weibliche Hauptrolle in Ramu Kariats Farbfilm Chemmeen (1965), der als Meilenstein des Malayalam-Kinos gilt. Sie versuchte sich auch als Regisseurin (Sikharangal, 1979). Nach 1979 war sie mehr als 20 Jahre nicht als Filmschauspielerin aktiv. In Manassinakkare (2003) hatte sie ein Comeback.
Sie wurde 2005 mit dem National Film Award als beste Nebendarstellerin für den Film Akale ausgezeichnet.

## Filmografie (Auswahl)
- 1963: Moodupadam
- 1963: Ninamanninnya Kalapadakal
- 1965: Chemmeen
- 1965: Kavya Mela
- 1967: Agniputhri
- 1967: Ashwamedham
- 1967: Chitramela
- 1967: Kottayam Kola Case
- 1968: Thirichadi
- 1968: Thulabharam
- 1969: Adimagal
- 1970: Aranazhikaneram
- 1970: Ezhuthatha Katha
- 1970: Ningalenne Communistaki
- 1970: Vazhve Mayam
- 1971: Anubhavangal Palichakal
- 1971: Oru Penninte Katha
- 1971: Ummachu
- 1977: Acharam Ammini Osaram Omana
- 1978: Eeta
- 2003: Manassinakkare
- 2004: Akale
- 2005: Ponmudipuzhayorathu
- 2005: Chandramukhi
- 2005: Thaskara Veeran
- 2006: Pathaka